# Estadio Luis Antonio Duque Peña
Estadio Luis Antonio Duque Peña es un estadio de fútbol ubicado en el sector occidental de la ciudad de Girardot, Cundinamarca.
El estadio lleva el nombre de Luis Antonio Duque Peña, quien fue el primer alcalde de Girardot por elección popular, dueño del complejo turístico de El Peñón.
Entre 1995 y 2008 sirvió como sede del Girardot Fútbol Club, club que jugaba en la Primera B del fútbol colombiano. Durante 2010 regresó el fútbol a este estadio con los partidos que jugó en condición de local el Juventud Girardot.
Con motivo de los XVII Juegos Deportivos nacionales, el estadio fue remodelado, incluyéndose en él una pista atlética y otras obras urbanísticas.
En el  2010-II fue sede de un partido por la Categoría Primera A entre América de Cali y Santa Fe. El equipo capitalino se impuso 2 goles a 1.
En el 2011-I fue sede otro partido por la Categoría Primera A entre Millonarios y La Equidad.
Para la temporada de 2014 el estadio recibió al equipo Expreso Rojo de la Categoría Primera B del fútbol profesional colombiano.
En el 2015-II volvió a ser sede de otro partido de la Categoría Primera A entre Atlético Huila y Deportes Tolima.
Este estadio fue sede provisional del Atlético Huila, por las remodelaciones en el Estadio Guillermo Plazas Alcid en el Torneo Finalización 2015 en la Primera A.
Actualmente es escenario de los torneos cerros que juegan los partidos finales en el estadio por las condiciones del clima.
También cabe recalcar que el estadio siempre ha sido blanco de críticas por mantenimiento irregular y su falta de interés por parte de los alcaldes de actualizar este importante escenario desde que Girardot Fútbol Club fue vendido y la dilución del Instituto de deportes de Girardot, por ello el estadio ha estado en unas irregulares condiciones estructurales. 19.10.2019, Actualización a la fecha 02/03/2022 el estadio continua en condiciones de abandono y de evidente abandono por parte de la alcaldía de girardot- cundinamarca como también por parte de la gobernación de cundinamarca el cual con el pasar de los años nunca se an interesado por el buen mantenimiento de dicho escenario deportivo.